# Macronema hispaniola
Macronema hispaniola is een fossiele soort schietmot uit de familie Hydropsychidae.